# Rhytidodera mutabilis
Rhytidodera mutabilis är en skalbaggsart som beskrevs av Holzschuh 1993. Rhytidodera mutabilis ingår i släktet Rhytidodera och familjen långhorningar. Inga underarter finns listade i Catalogue of Life.